# しらさぎ (列車)
しらさぎは、西日本旅客鉄道（JR西日本）および東海旅客鉄道（JR東海）が名古屋駅・米原駅 - 敦賀駅間を東海道本線・北陸本線経由で運行する特別急行列車である。
本項では、中京圏と北陸地方を北陸本線経由で結んでいた優等列車（米原駅発着を含む）の沿革についても記述する。

## 概要
1964年（昭和39年）10月1日に東海道新幹線の開業に合わせて、名古屋駅 - 富山駅間の特急列車として運転を開始すべく準備が進められていた。しかし481系電車の落成が間に合わず、運転開始は12月25日にずれ込むことになった。運転開始当初は一等車と食堂車を含む11両編成で運行される。かつて特急「加越」として運転されていた東海道新幹線との接続駅である米原駅を発着する便と、中京圏の中心駅である名古屋駅を発着する便がある。名古屋駅を発着する列車は、米原駅で進行方向が変わる。
京阪神（関西）地区と北陸地方を結ぶ特急「サンダーバード」と同様に681系および683系が使用されているが、車体側面の青色ラインの下部にJR東海のコーポレートカラーであるオレンジ色の細いラインが入っている点が異なる（青いラインより若干細い）。
北陸新幹線の開業に伴う2015年（平成27年）3月14日のダイヤ改正で、新幹線と重複する金沢駅 - 富山駅間は廃止され、金沢駅 - 富山駅間はシャトルタイプの新幹線「つるぎ」で代替された。また、金沢駅 - 和倉温泉駅間についても廃止され、金沢駅発着の特急「能登かがり火」を新設して代替された。
列車名は山中温泉の開湯伝説に登場する白鷺が由来となっている。

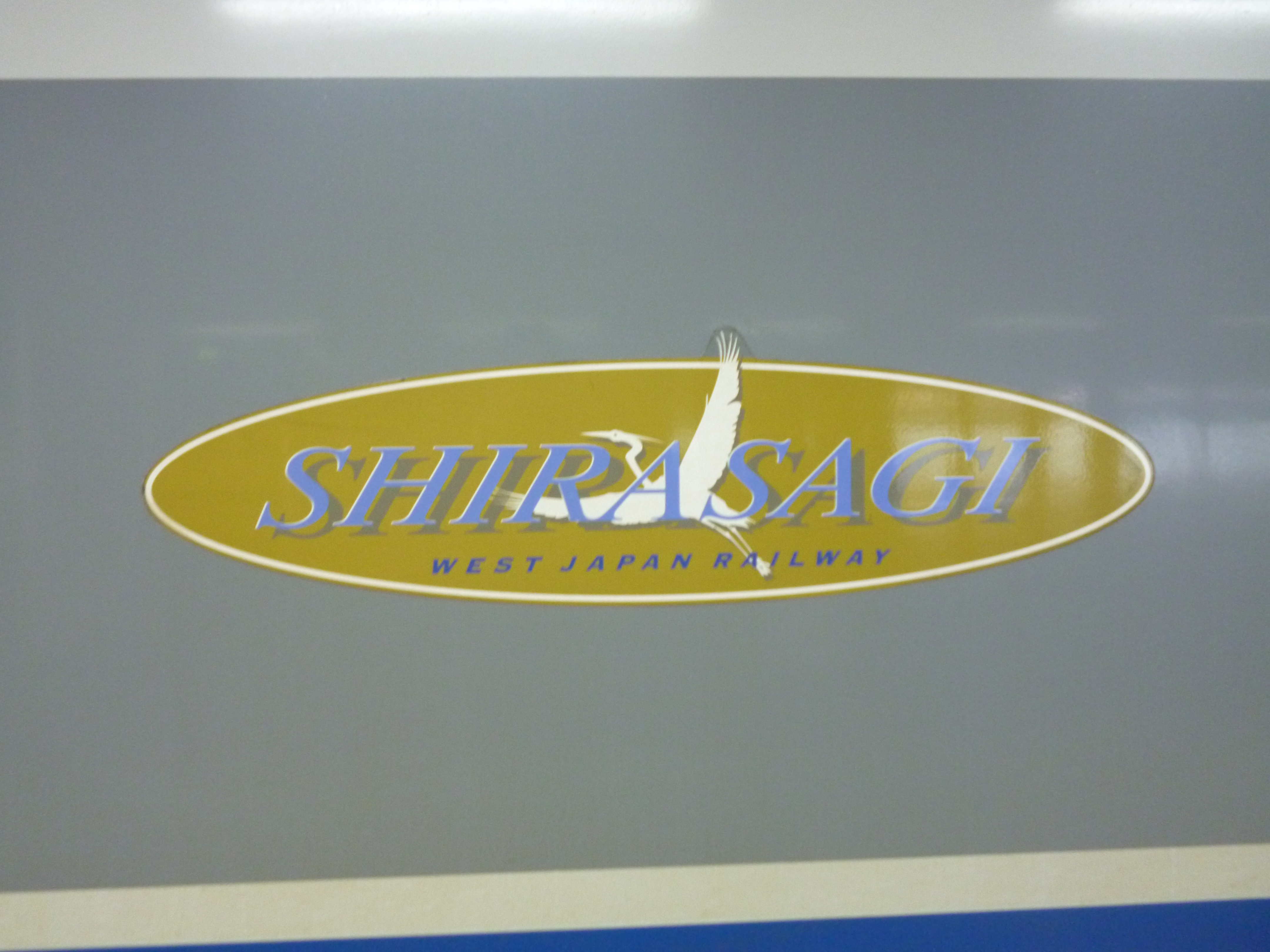
683系2000番台時代のエンブレムステッカー

### 北陸新幹線開業に伴う運転区間の変更
2011年（平成23年）7月に行われたJR西日本の記者会見で、北陸新幹線の開業後、金沢駅以東への特急の運行を取りやめることが発表された。富山県内から関西・中京圏へ向かう際に金沢駅で乗り換えが必要になり利便性が低下することから、富山県はJR西日本に対して特急の存続を求めていた。しかし、普通列車の運行の制約になることや運行経費が第三セクター負担になった際に大赤字となることから特急の富山駅乗り入れの存続は難しいのではないかという見方もあった。結果、「しらさぎ」の金沢駅 - 富山駅間の運転を取りやめることが2014年（平成26年）8月に公式発表され、北陸新幹線金沢開業と同日の2015年（平成27年）3月14日のダイヤ改正をもって取りやめられた。この代替として北陸新幹線金沢駅 - 富山駅間を各駅停車で往復する「つるぎ」を設定し、金沢駅で特急と乗り継ぎやすくすることで、利便性の維持を図った。また、乗継割引を金沢駅においても導入することで、料金面でも利便性を確保したとしている。北陸新幹線金沢開業以前は名古屋駅 - 和倉温泉駅間を運転する列車が1往復設定されていた。
金沢駅 - 和倉温泉駅間についてJR西日本は、同じく和倉温泉駅まで運行する「サンダーバード」の和倉温泉駅への運転を継続することに前向きな姿勢を示していた。「サンダーバード」の1往復を除いて特急の和倉温泉駅への直通運転を取りやめ、新たに金沢駅 - 和倉温泉駅間で5往復運転する特急を設定すると2014年（平成26年）8月に発表された。2015年（平成27年）3月14日のダイヤ改正で「しらさぎ」の金沢駅 - 和倉温泉駅間の運転を取りやめ、金沢駅 - 和倉温泉間に特急「能登かがり火」を5往復設定し、北陸新幹線や特急と金沢駅で乗り継ぎやすいダイヤを設定することで、三大都市圏からの利便性を維持・向上した。
北陸新幹線の金沢駅 - 敦賀駅間が延伸した際についてJR西日本社長の来島達夫は、並行在来線区間を第三セクターに移管することを念頭において、敦賀駅より北への特急の乗り入れは行わず、敦賀駅で特急から新幹線へ乗り換える形を想定していると明らかにしている。福井県側は、福井駅までの特急を存続させることや、敦賀駅までの特急について乗換に不便しないよう便数を確保することを国土交通省に要請していた。しかし、「しらさぎ」については元々福井から中京圏への鉄道利用者が少ないことに加え、東京方面への移動が「しらさぎ」・東海道新幹線経由から北陸新幹線経由へ移り変わることから、北陸新幹線敦賀延伸後の「しらさぎ」福井駅乗り入れは難しいのではないかとの指摘があった。
北陸新幹線の敦賀以西ルートにおいてのちに決定される「小浜・京都ルート」が優位になった時期に、北陸経済連合会は中京圏との利便性に配慮すべきとの観点から「しらさぎ」の存続を要望している。
2022年（令和4年）2月、JR西日本は「優等列車の機能が北陸新幹線に移ることから、（第三セクター路線を）並行して走る理由がない」として「しらさぎ」を第三セクター路線に乗り入れさせないことを決定。これにより「しらさぎ」の運行区間は名古屋駅 - 敦賀駅間となることが確実視されることとなった。
2024年（令和6年）3月16日の北陸新幹線敦賀延伸後は、名古屋駅・米原駅 - 敦賀駅間の運転となった。同時に普通車の自由席が廃止され、全車指定席となった。名古屋発着の列車では、米原駅での座席方向の転換も継続している。

## 運行概況
2024年（令和6年）3月16日現在、定期列車は名古屋駅 - 敦賀駅間で8往復（号数が1~16号）、加えて米原駅 - 敦賀駅間で7往復（51~64号）が設定され、後者の区間では計15往復、ほぼ毎時1本の等間隔ダイヤが組まれている。米原駅での東海道新幹線、および敦賀駅での北陸新幹線への接続が考慮されており、いずれも10分程度で接続する。かつては石川県の金沢市以北・富山県から首都圏への重要なアクセスも担っていたが、まず1982年（昭和57年）の上越新幹線開業後はこの列車を利用して富山県から首都圏に向かう利用客が減少し、さらに1997年（平成11年）の北越急行ほくほく線開業でこの列車を利用して金沢市以北から首都圏に向かう利用客も減少し、2015年（平成27年）の北陸新幹線開業後は金沢市以北と首都圏とのアクセスは完全に北陸新幹線に移行した。
そして、2024年（令和6年）の北陸新幹線敦賀延伸後は福井駅以北と首都圏とのアクセスもほぼ完全に北陸新幹線に移行した。それに伴い「しらさぎ」の利用者は大幅に減少した。
2008年（平成20年）3月14日まで、通勤・通学輸送の関係で平日のみ泊始発の「しらさぎ」が運転されていたが、翌15日のダイヤ改正で金沢行き「おはようエクスプレス」として分離された。
列車番号は名古屋駅発着の列車が号数+M、米原駅発着の列車は号数+5000Mである。
交通系ICカードについては、名古屋駅 - 米原駅間はTOICAエリア、米原駅 - 敦賀駅間はICOCAエリアであり、SFによる両エリアに跨る利用はできない。ただし、両エリアに跨るIC定期乗車券を定期券の区間内で乗り降りする場合はICカードを利用できる。
名古屋駅側では折り返し設備の余裕がないため、「ホームライナー大垣」2号からそのまま折り返しとなる1号を除いて熱田駅の留置線まで引き上げてから折り返しとなる。
前述のとおり、名古屋駅 - 敦賀駅間を直通する列車は米原駅でスイッチバックを行う。

### 停車駅
名古屋駅 - 尾張一宮駅 - 岐阜駅 - 大垣駅 - 米原駅 -（長浜駅）- 敦賀駅
- （ ）は一部列車が停車。

停車駅の詳細は以下の表を参照。
凡例
- ●：停車
- ─：通過

| 会社名          | 会社名                              | JR東海     | JR東海     | JR東海     | JR東海     | JR東海     | JR西日本 | JR西日本 | JR西日本 |
| 路線名          | 路線名                              | 東海道本線 | 東海道本線 | 東海道本線 | 東海道本線 | 東海道本線 | 北陸本線 | 北陸本線 | 北陸本線 |
| 運行本数        | 号数                                | 名古屋駅   | 尾張一宮駅 | 岐阜駅     | 大垣駅     | 米原駅     | 米原駅   | 長浜駅   | 敦賀駅   |
| --------------- | ----------------------------------- | ---------- | ---------- | ---------- | ---------- | ---------- | -------- | -------- | -------- |
| 下り5本 上り5本 | 1・5・9・11・15号 2・4・8・10・14号 | ●          | ●          | ●          | ●          | ●          | ●        | ─        | ●        |
| 下り3本 上り3本 | 3・7・13号 6・12・16号              | ●          | ●          | ●          | ●          | ●          | ●        | ●        | ●        |
| 下り3本 上り3本 | 51・55・57号 54・56・58号           |            |            |            |            | ●          | ●        | ●        | ●        |
| 下り4本 上り4本 | 53・59・61・63号 52・60・62・64号   |            |            |            |            | ●          | ●        | ─        | ●        |
| 停車本数        | 下り                                | 8          | 8          | 8          | 8          | 15         | 15       | 6        | 15       |
| 停車本数        | 上り                                | 8          | 8          | 8          | 8          | 15         | 15       | 6        | 15       |

### 使用車両・編成
- 特記がないものは電車での運行。

#### 現在の車両
基本的に6両編成で運行する。米原～敦賀間では土休日や多客期等は付属3両編成を増結し、9両編成で運転する。
間合い運用で本列車の他に、夜間滞泊先の大垣車両区との入出庫を兼ねた「ホームライナー大垣」でも使用される。
681系0番台・2000番台
2024年（令和6年）3月16日より、吹田総合車両所京都支所に所属するW編成・V編成が主に使用されている。
これらの編成は「はくたか」や「サンダーバード」から転用されたもので、転用にあたって683系2000番台と同様に側面には青とオレンジ色の帯が施されており、金沢総合車両所松任本所と吹田総合車両所でラインカラーの変更（N編成は車体全体の塗り替えも実施）が行われた。ただし先代や転用前とは異なりエンブレムステッカーは貼られていない。
683系0番台
2024年（令和6年）12月2日より、吹田総合車両所京都支所に所属するW編成が主に使用されている。
これらの編成は「サンダーバード」から転用されたもので、転用にあたってオレンジ色の帯が追加され、「サンダーバード」の車体エンブレムが撤去された。この編成の導入により、車内チャイムが「北陸ロマン」へと変更された。

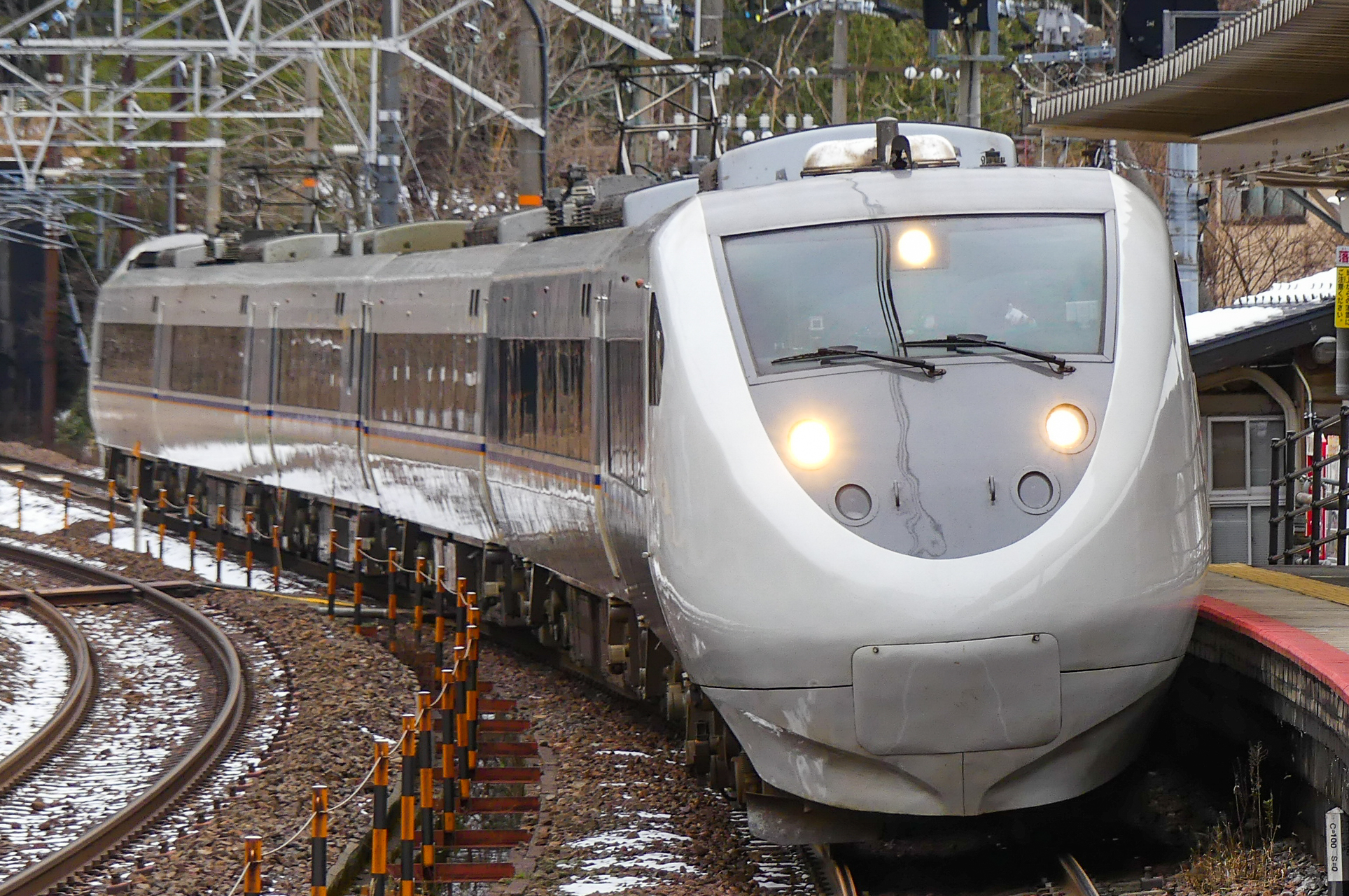
681系0番台　非貫通先頭車 （2018年1月5日 新疋田駅）
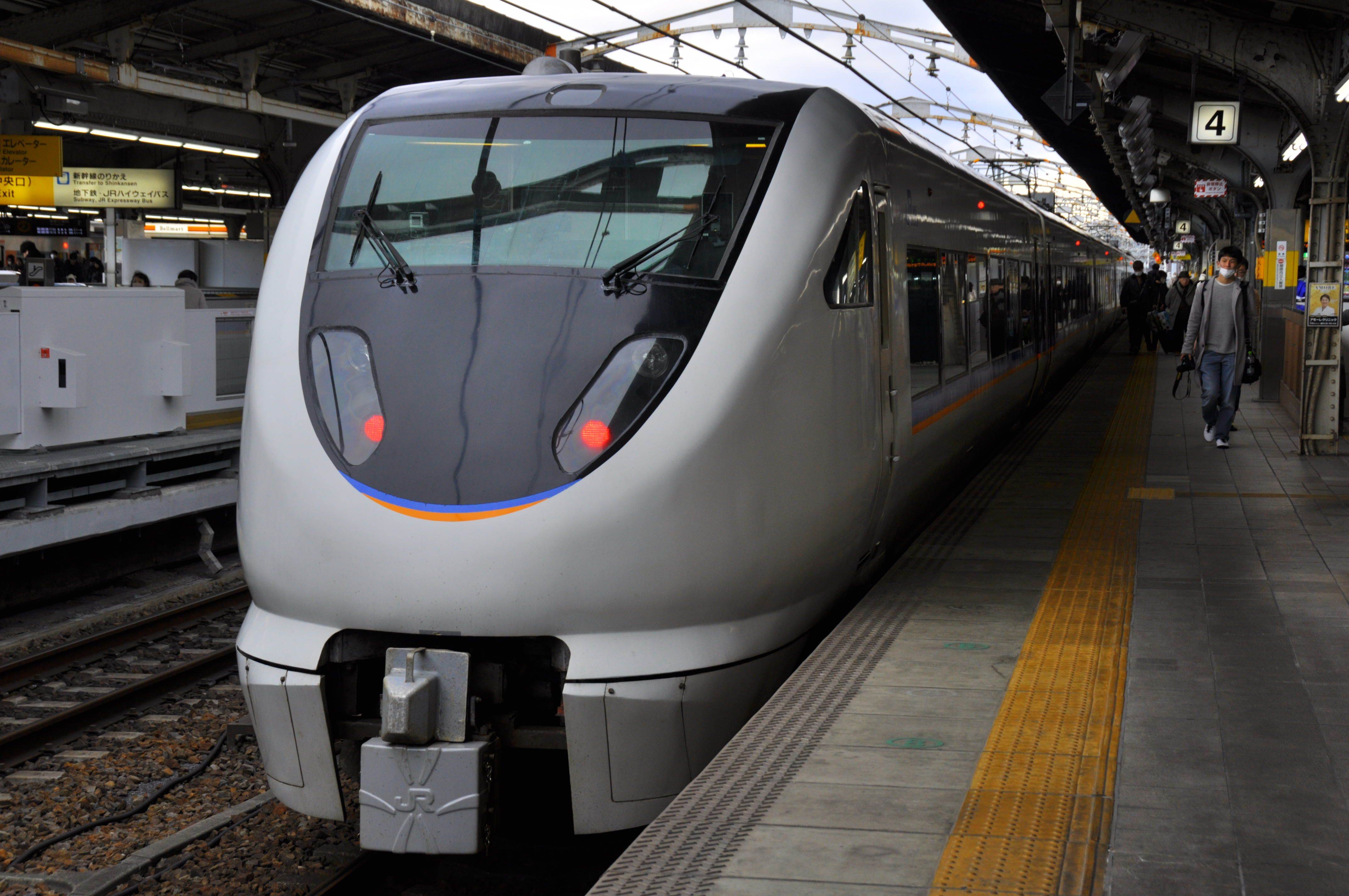
683系0番台　非貫通先頭車 （2024年12月28日 名古屋駅）
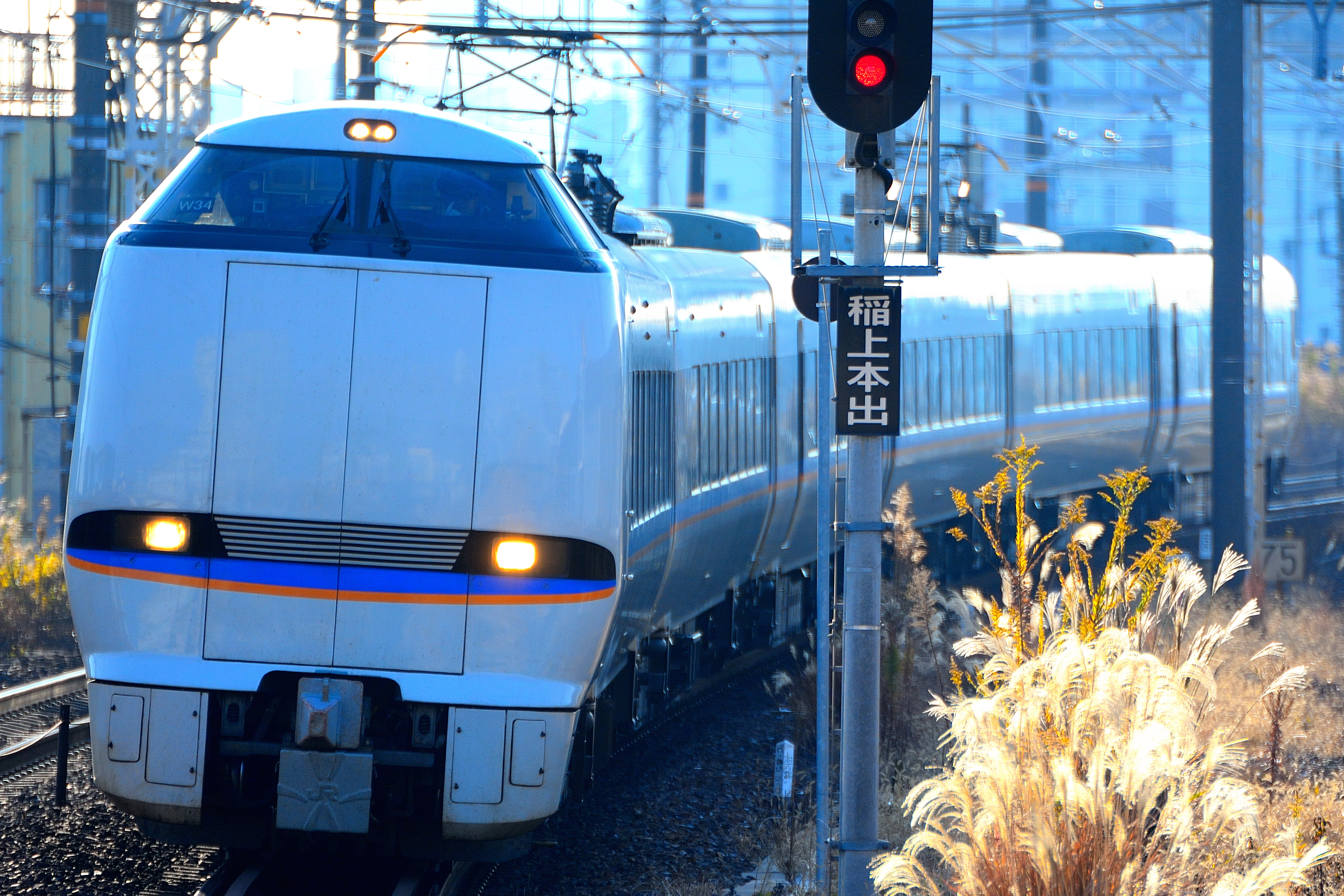
683系0番台　貫通先頭車 （2025年1月14日 枇杷島駅）

#### 過去の車両
481・485・489系
1964年（昭和39年）に運転を開始してから2003年（平成15年）まで使用された。末期の2001年（平成13年）からは旧「スーパー雷鳥」仕様車を再改造・編成組み換えした専用カラーのリニューアル車が国鉄色の車両に代わって投入されていた。
定期運用終了後も臨時列車などで2006年（平成18年）まで運用に入ることがあった。
581・583系
1972年（昭和47年）3月15日から1978年（昭和53年）10月2日のダイヤ改正まで、寝台特急「金星」の間合い運用で使用されていた。
683系2000番台
2000番台は2003年（平成15年）から2015年（平成27年）3月13日まで本列車用に新造されたS編成が使用されていた。基本編成と付属編成の組み合わせによって5両から最大の11両で運転されていた。
改正に伴う本列車からの撤退後は直流化して289系に改番したのち、特急「くろしお」や北近畿ビッグXネットワークへ転用された。2015年（平成27年）10月31日より両地区での営業運転を開始している。
683系8000番台
2015年（平成27年）6月頃より北越急行色からしらさぎ色に塗り替えられ、681系と共通運用で使用された。付属編成の3両は、サンダーバードに充当される事が多かった。
それ以前にも同年4月に代走として北越急行色のまま米原駅 - 金沢駅間の列車で使用された実績がある。なお、北陸新幹線敦賀延伸開業後は「サンダーバード」で運用されている。
681系1000番台
吹田総合車両所京都支所所属の量産先行車が「しらさぎ」塗装に変更されて金沢総合車両所に貸し出され、2015年（平成27年）3月から6月頃までの一時期他の681系と共通運用で使用されていた。
その他の681系・683系
過去には「サンダーバード」用の683系4000番台が米原駅発着の列車を中心に異常時の代走に運用されることや、同じ「サンダーバード」用の681系（0・1000番台）・683系0番台が運用されることもあった。

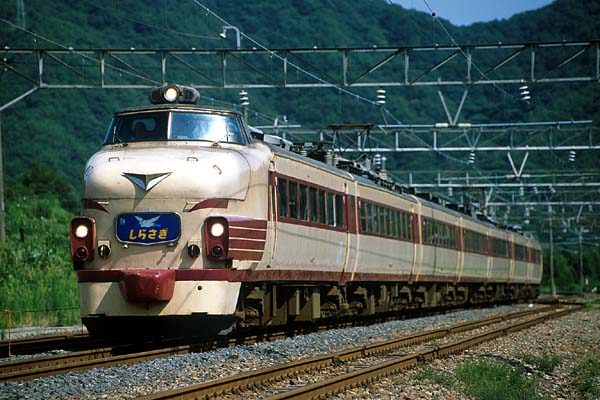
485系 （2001年8月）
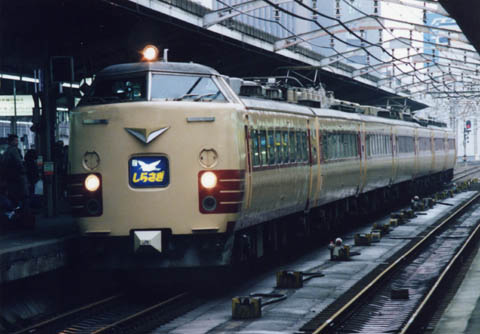
485系 （1991年）
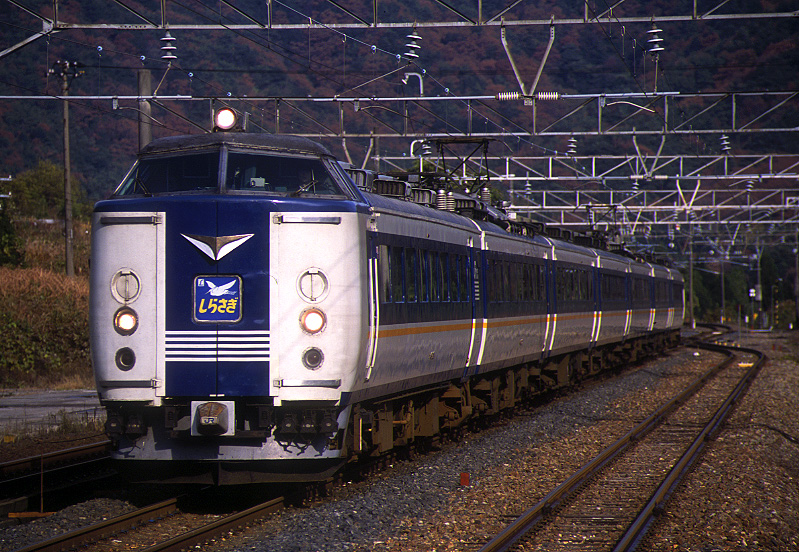
485系しらさぎ色（2002年）
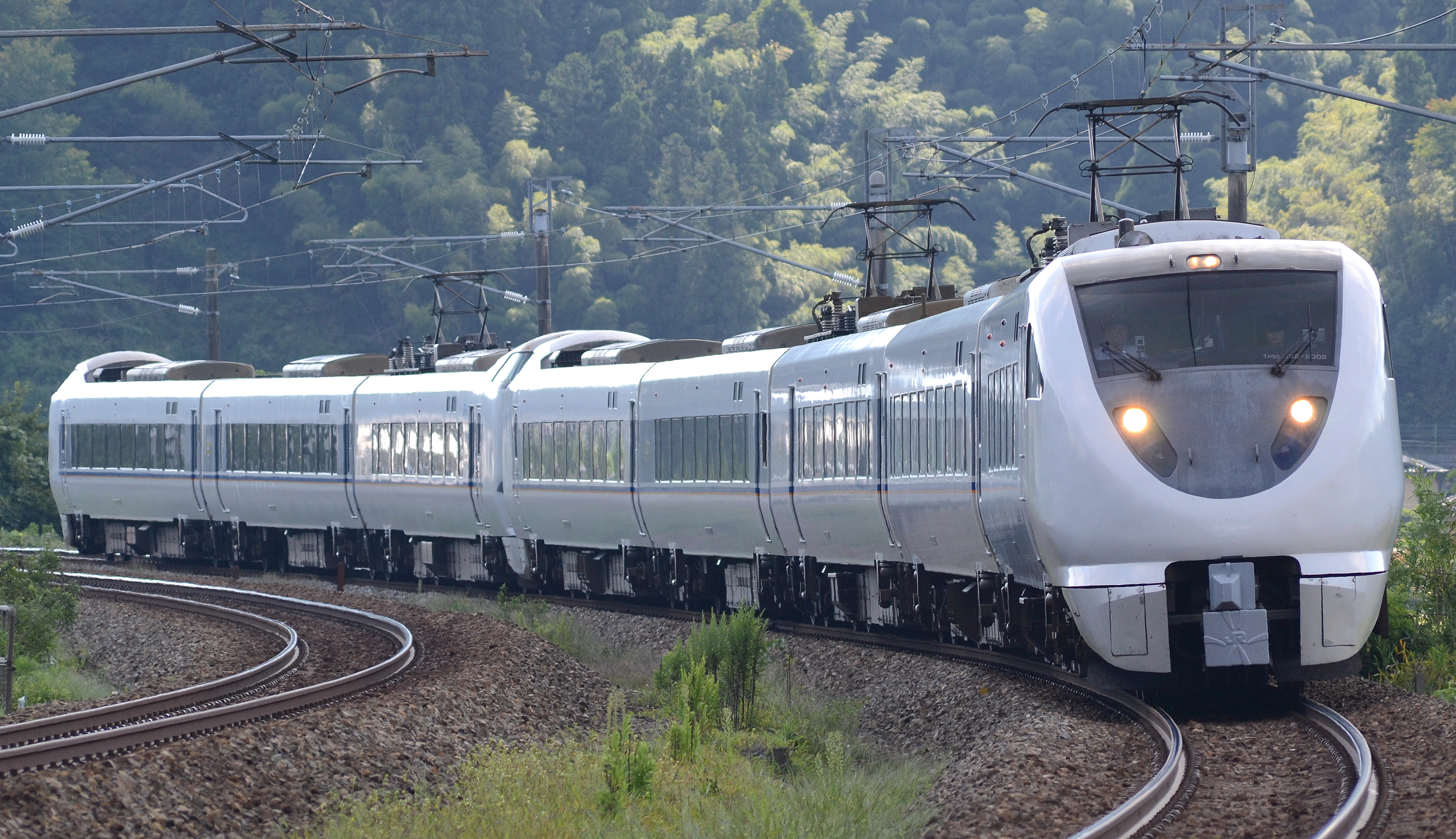
683系2000番台 （2014年9月）
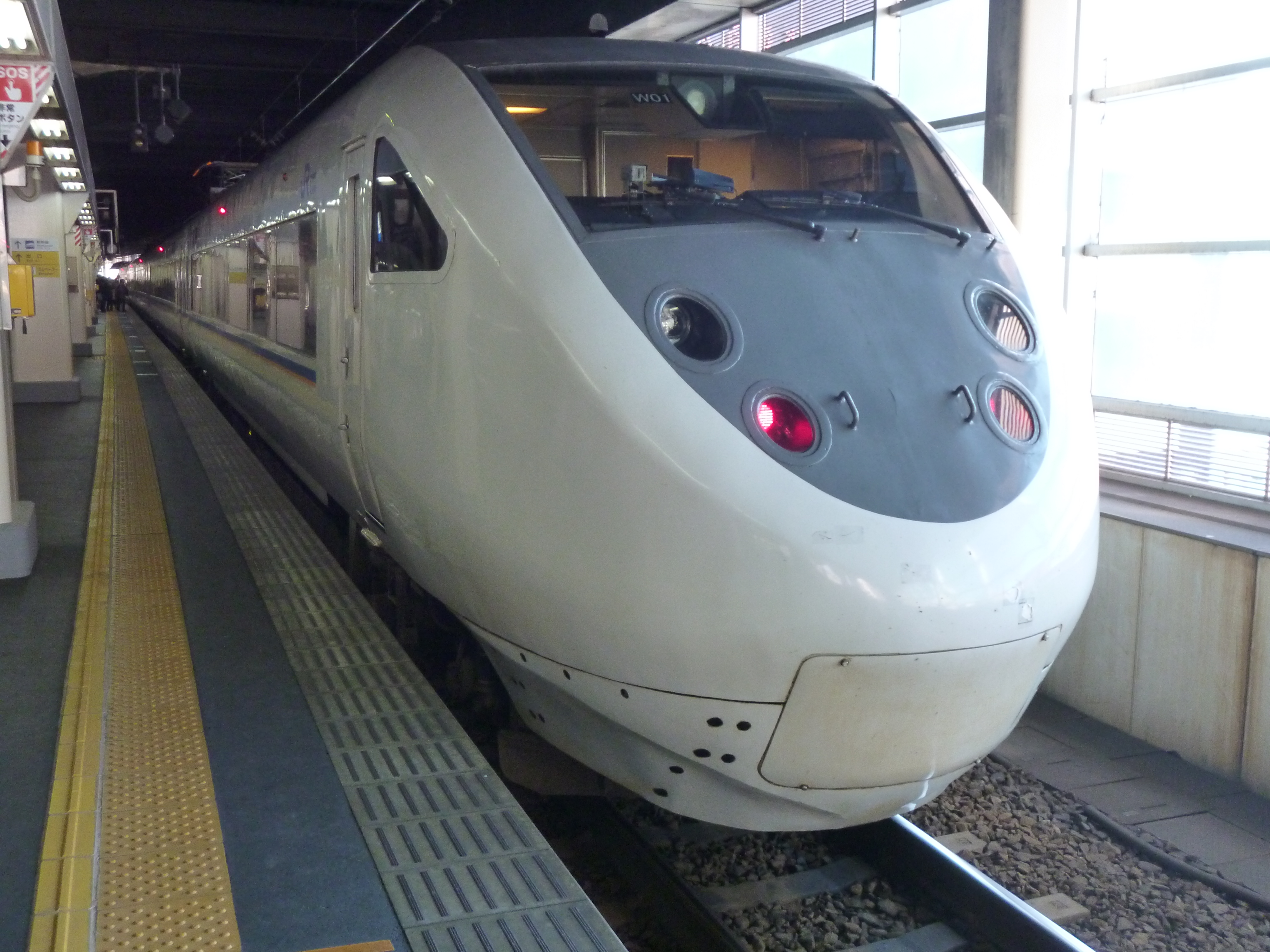
681系1000番台 （2015年3月）
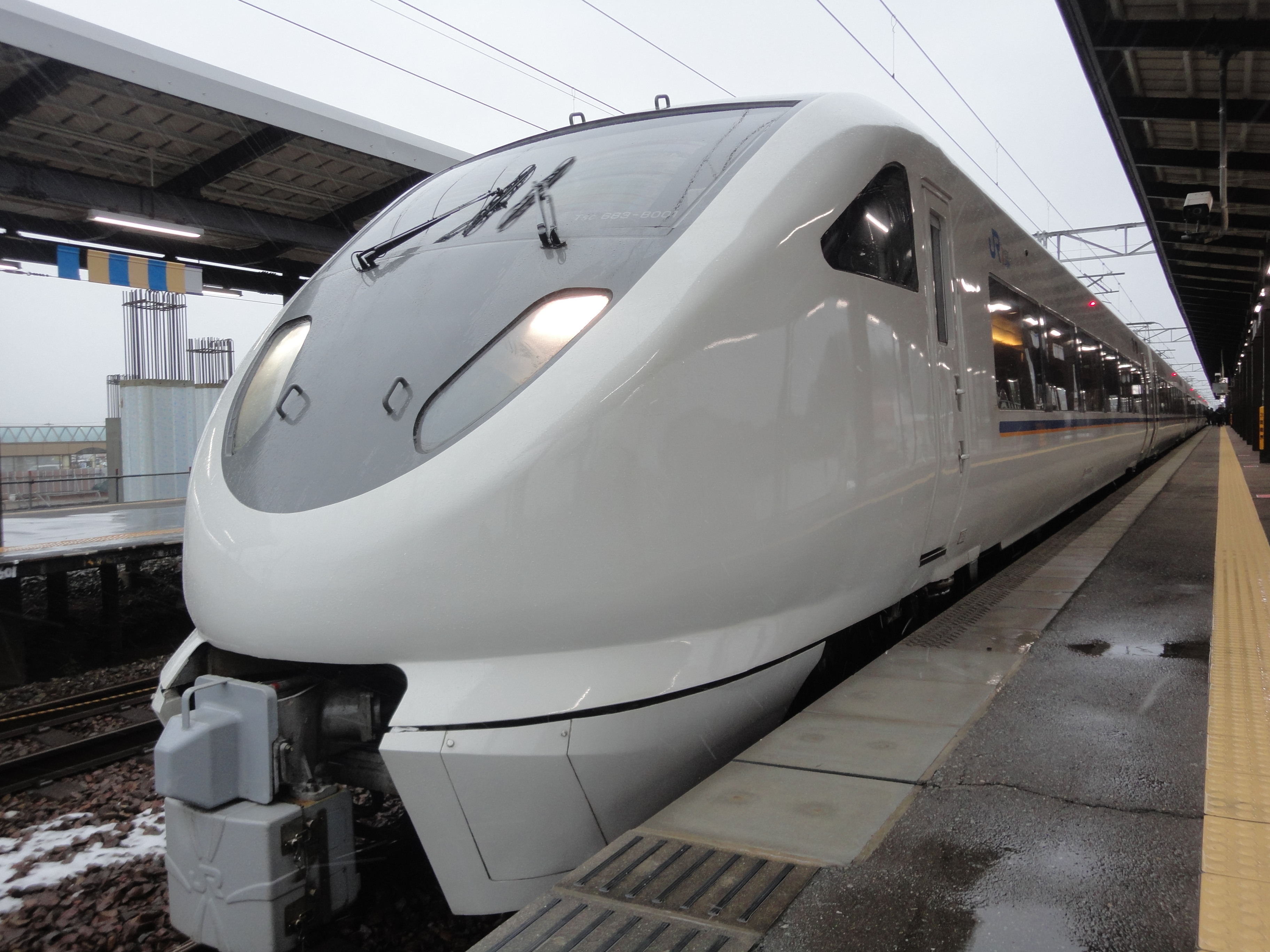
683系8000番台 （2019年1月）

### 担当車掌区所
JR東海とJR西日本がそれぞれ自社線内を担当し、名古屋駅発着の列車は米原駅で交代する。なお、2004年（平成16年）3月ダイヤ改正までは運転士のみ交代し、車掌は両社ともに終着駅まで乗務していた。
- JR西日本
- 米原列車区
- 敦賀地域鉄道部敦賀運転センター

JR東海
- 大垣運輸区
- 名古屋運輸区

### 北陸新幹線延伸による運行区間縮小以前の概況

#### 以前の停車駅
金沢駅 - 富山駅間および金沢駅 - 和倉温泉駅間は、2015年（平成27年）3月改正の北陸新幹線金沢延伸まで、敦賀駅 - 金沢駅間は、2024年（令和6年）3月改正の北陸新幹線敦賀延伸まで運行されていた。
金沢・富山方面
名古屋駅 -（この区間は上記と同様）- 敦賀駅 - 武生駅 - 鯖江駅 - 福井駅 - 芦原温泉駅 -（大聖寺駅）- 加賀温泉駅 - 小松駅 -（松任駅）- 金沢駅 -（石動駅）- 高岡駅 - 富山駅

和倉温泉方面
名古屋駅 -（この区間は上記と同様）- 金沢駅 - 羽咋駅 - 七尾駅 - 和倉温泉駅
- （ ）は一部列車が停車。
  - 長浜駅：下り3・7・13・51・55・57号と上り6・12・16・56・58・60号が停車。
  - 大聖寺駅：上り64・66号が停車。
  - 松任駅：下り15・51・57・59号と上り2・16・52・54号が停車。
  - 石動駅：下り11・13・15号と上り2・4・6号が停車。

## 臨時列車
- 2005年（平成17年）3月25日から同年9月25日まで愛知県で行われた日本国際博覧会（愛知万博）の開催に合わせ、2005年（平成17年）7月2日から9月25日までの土休日に米原駅 - 金沢駅間で「エキスポしらさぎ」が運転された[28][29]。
- 1989年（平成元年）の世界デザイン博覧会では、名古屋駅発着列車の一部が金山駅まで延長運転された。

## 中京圏対北陸本線優等列車概略

### 兼六
1966年（昭和41年）10月から1975年（昭和50年）3月まで名古屋駅 - 金沢駅間で運転されていた急行列車である。この区間では1964年（昭和39年）に特急「しらさぎ」が先に運転を開始していたため、定期列車の運転本数は1往復から増発されることはなかった。一等車またはグリーン車とビュッフェが連結された471・473系の12両編成で運転されていたが、1975年（昭和50年）3月10日に「しらさぎ」に統合されて廃止された。
列車名は、石川県金沢市にある日本庭園・兼六園が由来となっている。

### くずりゅう

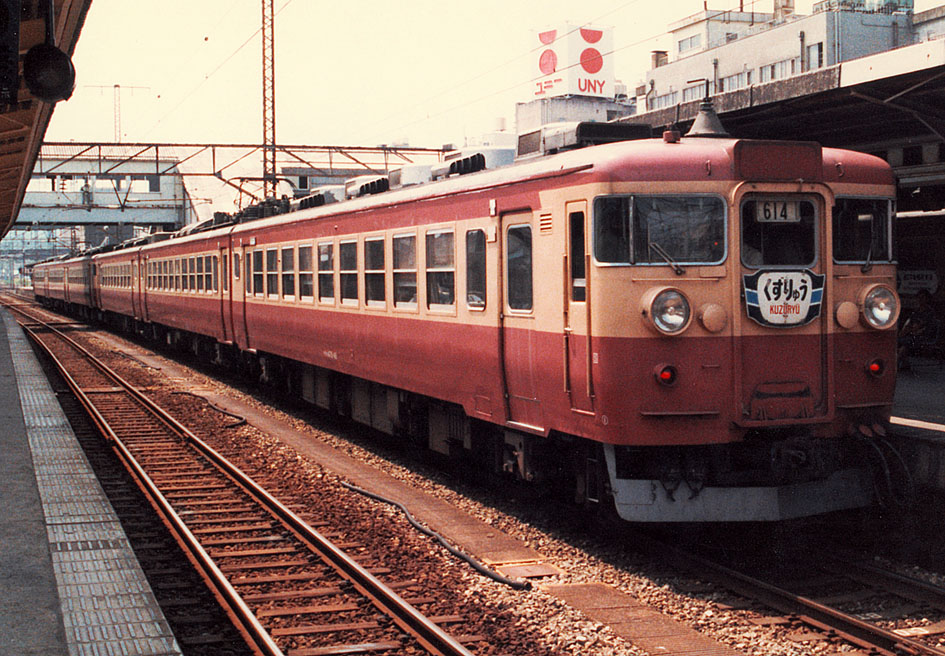
475系急行「くずりゅう」
（1982年 福井駅）

米原駅で東海道新幹線と接続する急行列車として、1966年（昭和41年）12月から1985年（昭和60年）3月13日まで運転されていた急行列車である。471系による6両編成で、米原駅 - 金沢駅間で2往復（1往復は臨時列車）が運転され、新幹線との接続もよく、米原駅始発であることから着席が保障されるため利用客からの人気が高く、1968年10月には5往復（2往復は不定期列車）に倍増された。1969年（昭和44年）には米原駅 - 福井駅間の列車も設定されて6往復になり、1978年（昭和53年）10月2日には全列車が定期列車になった。
しかし、1982年（昭和57年）11月15日に「加越」の増発により1往復にまで減少し、1985年3月14日に廃止された。
列車名は、福井県内を流れる九頭竜川が由来となっている。

### 加越

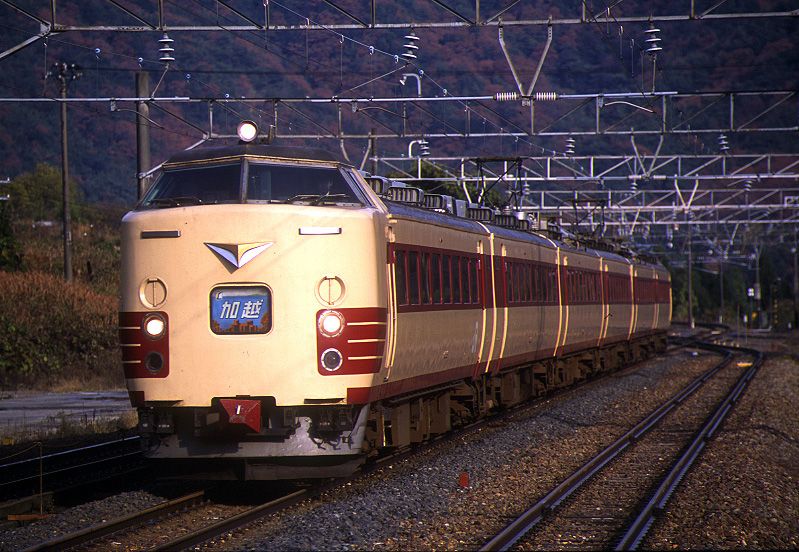
485系「加越」
（2002年11月20日 新疋田駅付近）

湖西線の開業により米原駅経由で運転されていた「雷鳥」などの列車が湖西線経由に変更されることから、新たに米原駅で東海道新幹線に接続する特急列車として1975年（昭和50年）3月10日から2003年（平成15年）9月30日まで米原駅 - 金沢駅・富山駅間で運転されていた列車である。運転開始当初から、エル特急に指定され、6往復が運転されていた。485系7両編成で食堂車は運転開始当初から連結されていなかった。
夕焼けの東尋坊をイラストにしたヘッドマークが掲げられ、1978年（昭和53年）10月のダイヤ改正では、在来線の列車として表定速度が当時最速の86.1 km/hに達する列車もあった。1982年（昭和57年）の上越新幹線開業以降、富山駅発着列車は徐々に運転本数が削減され、1991年（平成3年）には米原駅 - 金沢駅間の運転に統一された。末期には臨時「しらさぎ」が運転される際、米原から先のダイヤに組み込まれることもあった。2003年（平成15年）7月に683系が投入されて485系の運用が終了すると「しらさぎ」との差違は運転区間の違いによるものだけになり、同年10月1日に「しらさぎ」に統合されて廃止された。
列車名は、福井県・石川県・富山県の旧国名である越前・加賀・越中を組み合わせたものである。
1982年（昭和57年）公開の映画「疑惑」の最後の場面で、桃井かおりが演じた白河（鬼塚）球磨子が、「加越」8号（富山駅 - 米原駅間）に乗車し富山駅を出発するシーンがある。

### きらめき
1988年（昭和63年）3月13日から1997年（平成9年）3月21日まで米原駅 - 金沢駅間で運転されていた特急列車である。ヘッドマークは「スーパーきらめき」と表示していた。「北越」系統の「かがやき」と共通の、座席間隔の拡大等の各種改装を行った485系が使用され、「加越」の速達列車として運転時間短縮のために停車駅を福井駅のみとした。また、繁忙期には東海道本線経由で京都駅まで延長運転され、途中彦根駅・近江八幡駅・草津駅・大津駅と主要駅にこまめに停車し、北陸地域と湖東地域の利便性を確保していた。運転開始当初は、全車普通車指定席の4両編成であったが、後にグリーン車（指定席）を連結した6両編成となった。1991年（平成3年）から自由席が連結され、その後停車駅も増えたことで「加越」との区別が曖昧になっていき、1997年（平成9年）3月22日の改正で「加越」に統合されて廃止された。

## 中京圏対北陸本線優等列車沿革

### 運行の始まり
- 1957年（昭和32年）10月1日：大阪駅 - 金沢駅間（米原駅経由）準急「ゆのくに」に名古屋駅発着ならびに島田駅発着の編成が連結される。
- 1959年（昭和34年）9月22日：東京駅 - 金沢駅間（米原駅経由）急行「能登」運転開始。
- 1960年（昭和35年）10月1日：名古屋駅 - 金沢駅 - 高山駅 - 名古屋駅間循環準急「こがね」「しろがね」が運転開始。
  - 「こがね」が金沢駅先着。「しろがね」が高山駅先着。
- 1961年（昭和36年）10月1日：ダイヤ改正により「ゆのくに」の名古屋駅発着編成を廃止。

### 「しらさぎ」登場後
- 1964年（昭和39年）10月1日：東海道新幹線開業よるダイヤ改正で向日町運転所（現・吹田総合車両所京都支所）に新製配置された481系電車により名古屋駅 - 富山駅間に特急「しらさぎ」1往復を設定。ただし、車両落成が遅れたため同年12月25日より運転開始。
- 1966年（昭和41年）
  - 3月5日：準急制度の変更に伴い「こがね」「しろがね」が急行列車化。
  - 10月1日：名古屋駅 - 金沢駅間で急行「兼六」（けんろく）1往復が運転開始。
  - 12月1日：米原駅 - 福井駅・金沢駅間で急行「くずりゅう」が運転開始。
- 1968年（昭和43年）10月1日：ダイヤ改正により以下の変更を実施。
  - 「しらさぎ」は1往復増発の2往復運転。
  - 「くずりゅう」は3往復増発の5往復（このうち2往復は不定期列車）運転。
  - 「能登」は廃止。
- 1969年（昭和44年）10月1日：「くずりゅう」を米原駅 - 福井駅間で1往復増発の6往復運転。
- 1971年（昭和46年）4月26日：「しらさぎ」を1往復増発の3往復運転。
- 1972年（昭和47年）3月15日：ダイヤ改正により以下の変更を実施。
  - 「こがね」・「しろがね」は廃止。
  - 「しらさぎ」は「金星」の間合い運用で南福岡電車区（現：南福岡車両区）所属の583系電車を投入し1往復増発の4往復運転。
- 1975年（昭和50年）3月10日：ダイヤ改正で以下の変更を実施。
  - 米原駅 - 金沢駅・富山駅間エル特急「加越」6往復を新設。
  - 「しらさぎ」を2往復増発の6往復運転。自由席を設定しエル特急化。
  - 「兼六」を廃止。
この改正で金沢運転所（現・金沢総合車両所）に「加越」用485系電車が新製および転属で配置されるとともに「しらさぎ」は485系電車による列車も運用移管を実施。583系電車による列車は向日町運転所に移管された。
- 1978年（昭和53年）10月2日：ダイヤ改正で以下の変更を実施。
  - 「しらさぎ」の583系による運用を終了[注 7]。
  - 「くずりゅう」の全列車を定期列車化。
  - 「しらさぎ」「加越」イラスト入りヘッドマークを使用開始[注 8]。
- 1982年（昭和57年）11月15日：ダイヤ改正で以下の変更を実施。
  - 「くずりゅう」を1往復に削減。
  - 「加越」を1往復増発の7往復運転。
- 1984年（昭和59年）12月12日：「しらさぎ」の食堂車を営業中止。
- 1985年（昭和60年）3月14日：ダイヤ改正で以下の変更を実施。
  - 「しらさぎ」の食堂車を編成から外す。
  - 「加越」は1往復増発の8往復運転。
  - 「加越」の1往復が停車していた粟津駅が停車駅から外れる。
  - 「くずりゅう」を廃止(快速格下げ)。

### 国鉄分割民営化以降
- 1987年（昭和62年）4月1日：日本国有鉄道（国鉄）の分割民営化により、名古屋駅 - 米原駅間は東海旅客鉄道（JR東海）、それ以外の区間は西日本旅客鉄道（JR西日本）による運行となる。
- 1988年（昭和63年）3月13日：ダイヤ改正で以下の変更を実施[30]。
  - 米原駅 - 金沢駅間に特急「きらめき」を1往復新設[30]。
  - 「きらめき」が京都駅まで臨時延長運転される時は、間合い運転として全車指定席の「加越」が臨時特急として運転される。
  - 「しらさぎ」の全列車を名古屋駅 - 富山駅間運転に統一[30]。
- 1989年（平成元年）3月11日：ダイヤ改正で以下の変更を実施。
「加越」の2往復を名古屋駅発着とし「しらさぎ」に変更。「加越」6往復、「しらさぎ」8往復運転。
- 1991年（平成3年）
  - 3月16日：「加越」1往復を「きらめき」に変更し2往復運転。同時に自由席を設定。
  - 9月1日：七尾線電化に伴い「しらさぎ」の1往復を和倉温泉駅発着に延長。
- 1992年（平成4年）3月14日：「きらめき」の停車駅を大幅に増加。
- 1997年（平成9年）3月22日：ダイヤ改正で以下の通り変更[31]。
  - 「きらめき」を「加越」に編入し7往復運転。
- 2001年（平成13年）7月12日：「しらさぎ」の名古屋・富山方先頭車に「スーパー雷鳥」から転用のパノラマグリーン車を投入[32]。同時に塗装変更を実施。

### JR型車両への車両更新以降
- 2003年（平成15年）
  - 3月15日：「しらさぎ」4往復に683系を投入[33][34]。
  - 7月19日：「しらさぎ」・「加越」の車両を683系に統一し485系の運用が終了[35]。
  - 10月1日：ダイヤ改正により以下の変更を実施[36]。
    - 「加越」が「しらさぎ」に編入されて廃止。「しらさぎ」は16往復になる。旧「加越」の米原駅発着の「しらさぎ」に50 - 60号を付番。
    - 「しらさぎ」は武生駅・鯖江駅に全列車停車。
    - 上り「しらさぎ」1本が平日のみ泊始発になる（おはようエクスプレスからの立替）。
- 2004年（平成16年）：水害により不通となった高山本線経由「ひだ」の代替として以下の措置を実施。
  - 和倉温泉駅発着の定期列車から金沢駅発着編成を臨時列車扱いで1往復富山駅発着に変更[注 9][37]。
- 2006年（平成18年）
  - 3月18日：「しらさぎ」のレールゴーサービスを廃止[38]。
  - 9月23日：米原駅 - 金沢駅間で国鉄色に復元した475系6両編成での「くずりゅう」復活運転を実施[39]。
- 2007年（平成19年）3月18日：2号車指定席を禁煙車化[40]。
- 2008年（平成20年）3月15日：泊始発金沢行きの「おはようエクスプレス」を改めて設定。併せて「しらさぎ」の泊 - 富山間の運行を廃止。
- 2009年（平成21年）6月1日：全車禁煙化[41]。
- 2013年（平成25年）3月16日：JR東海区間（名古屋駅 - 米原駅間）の車内販売を廃止[42]。
- 2014年（平成26年）
  - 3月15日：東海道新幹線の改正に合わせ、上り1本と下り12本の時刻を変更。
  - 9月15日：JR西日本区間（米原駅 - 金沢駅・富山駅・和倉温泉駅間）の車内販売を廃止[43][44]。

### 北陸新幹線金沢延伸以降
- 2015年（平成27年）
  - 3月14日：北陸新幹線の長野駅 - 金沢駅間開業に伴い、「しらさぎ」の金沢駅 - 富山駅間と七尾線区間の運行を廃止。これに伴い、名古屋と富山を結ぶ特急列車は「ひだ」のみとなる。[45]（金沢駅 - 富山駅・和倉温泉駅間を廃止[46][7]）。車両は683系2000番台から681系[19][47][23]、列車編成では5両編成または8両編成から6両編成（但し多客時は米原駅 - 金沢駅間で9両に増車）に変更される。また、金沢駅の発車のりばを1・2番のりばに統一し、発車時刻もおおむね毎時48分発に統一[3]。
  - 6月頃：683系8000番台の塗装変更が終了し正式に「しらさぎ」として運用開始、入れ替わる形で681系1000番台が「サンダーバード」に復帰する形で本形式での定期運用から撤退[要出典]。
  - 7月18日：台風11号による大雨の影響で、「しらさぎ」の名古屋駅・米原駅 - 敦賀駅間が終日運休になり、敦賀駅 - 金沢駅間が「ダイナスター」として臨時運転された[48][注 10]。
- 2018年（平成30年）3月17日：エル特急名称を廃止[49][50][51]。
- 2020年（令和2年）
  - 3月14日：東海道新幹線の時刻に合わせ、上り52号の時刻を変更。

### 北陸新幹線敦賀延伸以降
- 2024年（令和6年）
  - 3月16日：北陸新幹線敦賀開業により、金沢駅 - 敦賀駅間を廃止すると同時に自由席も廃止となる[52]。敦賀駅で新幹線に接続しない早朝・深夜1往復（52・65号）の運転を取りやめ、15往復の運転となる。運転を取りやめた列車の代替として米原駅 - 敦賀駅間で臨時快速列車（途中無停車）を新設[53]。また、新幹線開業で臨時列車の運行と定期列車の9両運転を廃止。
  - 12月2日：683系0番台による運行を開始[20]。